# Micrathena lindenbergi
Micrathena lindenbergi är en spindelart som beskrevs av Cândido Firmino de Mello-Leitão 1940. Micrathena lindenbergi ingår i släktet Micrathena och familjen hjulspindlar. Inga underarter finns listade i Catalogue of Life.